# Гендрік ван дер Зеє
Гендрік «Гейн» ван дер Зеє (нід. Hendrik «Hein» van der Zee; 6 вересня 1929 — 5 грудня 1991) — нідерландський боксер найлегшої ваги.

## Життєпис
Народився в місті Амстердам.
На чемпіонаті Європи з боксу 1951 року в Мілані (Італія) дістався фіналу змагань боксерів найлегшої ваги, де поступився італійцю Арістіде Поццалі, виборовши таким чином срібну медаль.
На літніх Олімпійських іграх 1952 року у Гельсінкі (Фінляндія) брав участь у змаганнях боксерів найлегшої ваги. У першому ж колі за очками поступився представникові СРСР Анатолію Булакову.